# Catharodesmus cameranii
Catharodesmus cameranii är en mångfotingart som först beskrevs av Filippo Silvestri 1895.  Catharodesmus cameranii ingår i släktet Catharodesmus och familjen Chelodesmidae. Inga underarter finns listade i Catalogue of Life.